# Thomas Flamank
Thomas Flamank (Boscarne, vora Bodmin, Cornualla - Tyburn, 1497) fou un revoltat còrnic, líder de la revolta de 1497.
Advocat de Bodmin a la cort reial i fill d'un propietari, fou autor d'una declaració de greuges, amb Michael Joseph Mighal an Gof (Miquel el Ferrater) de St Keverne, donaren suport als Lancaster, i després a la revolta de Perkin Warbeck. Organitzaren un exèrcit de 3.000 homes i s'uniren a Somerset a les de James Touchet, lord Audley, per enfrontar-se a les tropes angleses de lord Daubeney. Nogensmenys, el 1497 foren vençuts per 15.000 soldats anglesos a Braddock Down i Stamford Hill; i els dos cabdills foren fets presoners i executats a Tyburn el 24 de juny de 1497.